# Jarkovszkij-hatás

A Jarkovszkij-hatás:
1. Kisugárzás az aszteroida felületéről
2. Az aszteroida forgása
2.1 A „délutáni”, napos oldal
3. Az aszteroida pályája (széles csík)
4. Sugárzás a Nap felől

A Jarkovszkij-hatás egy erő, ami a világűrben forgó testre hat, az egyenetlen hősugárzás következtében. Többnyire aszteroidákkal kapcsolatban van jelentősége, mivel azok mérete (10 cm-től 10 km átmérőig) és tömege elég kicsi, így a hatás eredménye nagyobb.
A hatást 1900 körül egy orosz mérnök, Iván Oszipovics Jarkovszkij (1844–1902) írta le, aki szabadidejében tudományos problémák megoldásával foglalkozott. Jarkovszkij meglátása szerint mivel a világűrben haladó test a megvilágítást egy irányból, a Nap irányából kapja, ezért egyrészt egyenetlenül melegszik fel, másrészt a kapott hőmennyiséget kisugározva a saját pályáját hosszabb idő eltelte alatt módosítja, bármilyen kicsi is az így ható erő. Jarkovszkij közlése majdnem feledésbe merült, de 1909 körül olvasta Ernst J. Öpik (1893–1985) észt csillagász. Öpik, jóval később, emlékezett Jarkovszkij írására, és felvetette, hogy azt figyelembe kell venni az aszteroidák pályájának meghatározásánál.
A hatást első ízben az 1991-2003 folyamán a 6489 Golevka aszteroida kapcsán végzett mérésekkel igazolták. Az aszteroida pályáját radarral követték és az 15 km-rel eltért a kiszámított pályától.
Egy-egy konkrét aszteroida kapcsán nehéz meghatározni a Jarkovszkij-hatás, illetve a pálya módosulásának mértékét, mivel az a méreten kívül az aszteroida formájától, anyagától és forgási sebességétől is függ.
A számítások bizonytalansága ellenére egy földsúroló kisbolygó esetén a Jarkovszkij-hatás mesterséges alkalmazása hatékony eszköz lehet egy világkatasztrófa elhárításában.

## Fordítás
Ez a szócikk részben vagy egészben  a   Yarkovsky effect című angol Wikipédia-szócikk fordításán alapul.  Az eredeti cikk szerkesztőit annak laptörténete sorolja fel. Ez a jelzés csupán a megfogalmazás eredetét és a szerzői jogokat jelzi, nem szolgál a cikkben szereplő információk forrásmegjelöléseként.